# Abdul Jalil
Mohammad Abdul Jalil (bengali : মোহাম্মদ আব্দুল জলিল), né le 21 janvier 1939 et mort le 6 mars 2013 était un homme politique bangladais. Au moment de sa mort, il était député de la circonscription de Naogaon.

## Jeunesse
Jalil est né le 21 janvier 1939 à Naogaon, au Bengale oriental, en Inde britannique. Sa famille était impliquée dans le commerce du jute. En 1960, il est admis à l'université de Dacca et obtient une licence en sciences politiques. L'année suivante, il a également obtenu sa maîtrise à l'université de Dacca.

## Carrière
Jalil était un ancien ministre du gouvernement du Bangladesh, membre du Comité central et du conseil consultatif de la Ligue Awami du Bangladesh. Il a été président fondateur de la Mercantile Bank Limited. Il a exprimé sa satisfaction quant aux réalisations de la banque en 2002 et a conseillé aux cadres et dirigeants de proposer de nouveaux produits bancaires et des idées novatrices.
Jalil a été ministre du commerce en tant que technocrate dans le premier cabinet de Sheikh Hasina. Le 15 janvier 2000, il a chargé la commission tarifaire du Bangladesh (en) de trouver des moyens de modifier la structure tarifaire actuelle afin d'encourager l'esprit d'entreprise.
De 2002 à 2009, Jalil a été secrétaire général de la Ligue Awami. En 2006, il rencontre Abdul Mannan Bhuiyan (en), secrétaire général du Parti nationaliste du Bangladesh, pour sortir de l'impasse politique dans laquelle se trouvent les prochaines élections nationales.
Le 28 mai 2007, Jalil a été arrêté au siège de la Mercantile Bank pendant les crises politiques bangladaises de 2006-2008 (en). Sa santé s'est détériorée en détention et la Ligue Awami a demandé sa libération pour raisons de santé. Le 4 juin 2007, il a été admis à l'université de médecine Bangabandhu Sheikh Mujib. Son état de santé s'est aggravé et il a été transféré à l'hôpital de cardiologie Labaid. Le 18 décembre 2007, la Commission anti-corruption du Bangladesh l'a poursuivi en justice auprès du poste de police de Ramna. Il était en détention depuis six mois. En juillet 2007, il a critiqué Sheikh Hasina, la présidente de la Ligue Awami et ancien Premier ministre du Bangladesh, et de ce fait, il a été remplacé par Sayed Ashraful Islam en tant que Secrétaire général par intérim. En 2008, il a été envoyé à Singapour en liberté conditionnelle pour y suivre un traitement. Il souffrait de maladies cardiaques et rénales.
Le 1er septembre 2008, Jalil est revenu de Singapour au Bangladesh après son traitement. Pendant sa détention, il n'a pas pu travailler en tant que secrétaire général de la Ligue Awami et le secrétaire général adjoint Sayed Ashraful Islam a continué dans son rôle de secrétaire général par intérim. Sur les conseils de Sheikh Hasina, Jalil a décidé de faire une pause dans la vie politique en septembre 2008.
Le 30 janvier 2009, Jalil a déclaré dans le Jatiya Sangsad qu'il avait été torturé par des agents des services de renseignement pendant les crises politiques du Bangladesh sous le régime du gouvernement intérimaire. Il a déclaré qu'il avait été torturé pendant cinq jours d'affilée et que des agents de la Direction générale des services de renseignement des forces armées avaient enregistré ses aveux forcés. Ils publient ces enregistrements pour créer une distance entre lui et le Premier ministre Sheikh Hasina. Il a demandé une enquête sur les allégations de torture et a demandé une loi qui limite la compétence des agences de renseignement aux seules questions militaires. En avril 2009, il a été élu président de la Mercantile Bank Limited. Le 17 avril 2009, sa mise en liberté sous caution dans l'affaire de la Commission anti-corruption du Bangladesh a été prolongée par la Haute Cour du Bangladesh.
Le Daily Star a décrit son remplacement permanent en 2009 comme « sans cérémonie ». Il n'a pas été autorisé à exercer ses fonctions de secrétaire général et Syed Ashraful Islam l'a remplacé. Jalil s'est plaint de son traitement et a déclaré que la constitution de la Ligue Awami était violée.
En septembre 2009, alors qu'il était à Londres, il a critiqué le chef de la Ligue Awami, Sheikh Hasina lors d'une interview avec Bangla TV (en), il a déclaré que le gouvernement de la Ligue Awami était arrivé au pouvoir grâce à un accord. Il a été critiqué par la Ligue Awami pour ses propos mais a été accueilli par le Parti nationaliste du Bangladesh. Il a été retiré du comité de pétition de la Chambre des représentants du Jatiya Sangshad,. Il avait également signalé que les ministres du Cabinet maintenaient un contact étroit avec la Direction générale des renseignements des forces armées,. Il était membre du conseil consultatif de la Ligue Awami. Il avait attribué ses déclarations à un traumatisme mental dû à la torture.
Le 16 juin 2010, il a été libéré de l'affaire d'évasion fiscale déposée par le National Board of Revenue le 15 octobre 2009, alléguant qu'il avait éludé quatre cent mille taka d'impôt sur le revenu.

## Mort et héritage
Jalil s'est rendu à Singapour le 25 février 2013 pour se faire soigner. Il est décédé le 6 mars 2013 à l'hôpital Mount Elizabeth (en), à Singapour. La Mercantile Bank offre aux élèves du Bangladesh la bourse d'études Mercantile Bank-Abdul Jalil, qui porte son nom. Il a été enterré à Naogaon.
En 2018, le fils de Jalil, Nizam Uddin Jalil John, a été élu député de son ancienne circonscription, Naogaon-5.